# Liste des villes du Canada

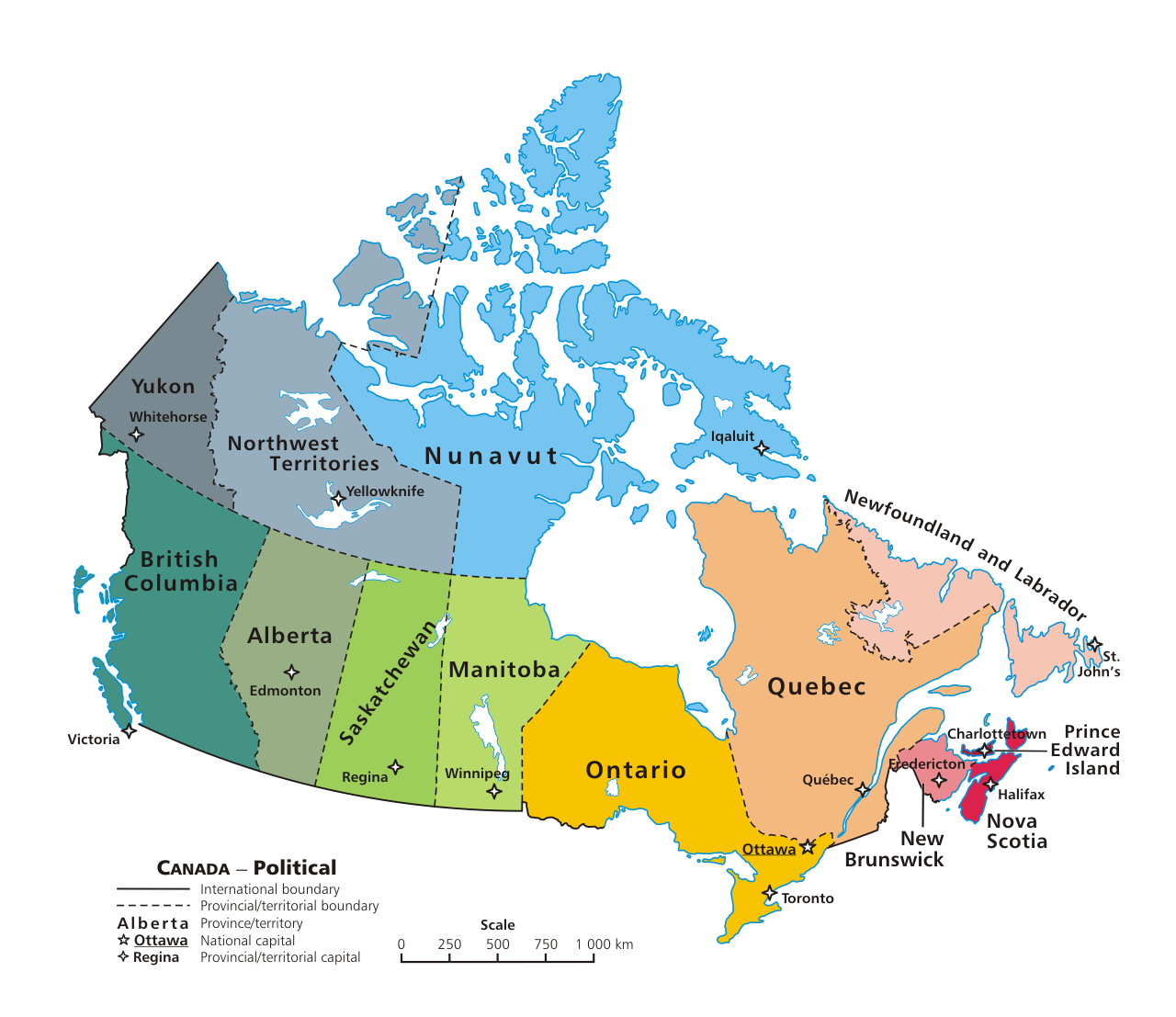
Carte du Canada.

Cette liste recense les villes incorporées du Canada, par ordre alphabétique.
Au Canada, il existait environ 4 100 municipalités en 2001. En incluant les réserves autochtones et les territoires non organisés, ce nombre monte à 5 600 subdivisions de recensement. En vertu de l'article 92(8) de la Loi constitutionnelle de 1867, les « institutions municipales » sont, au niveau de leurs compétences, régies par le pouvoir législatif spécifique de chaque province. Les villes québécoises, ontariennes, albertaines, etc., sont donc régies par des législations différentes.

## Capitales territoriales, provinciales et fédérales
- Canada : Ottawa
- Alberta : Edmonton
- Colombie-Britannique : Victoria
- Manitoba : Winnipeg
- Nouveau-Brunswick : Fredericton
- Terre-Neuve-et-Labrador : Saint-Jean
- Nouvelle-Écosse : Halifax
- Ontario : Toronto
- Île-du-Prince-Édouard : Charlottetown
- Québec : Québec
- Saskatchewan : Regina
- Territoires du Nord-Ouest : Yellowknife
- Nunavut : Iqaluit
- Yukon : Whitehorse

## Alberta
Pour qu'une municipalité de l'Alberta soit qualifiée de ville, la taille de sa population doit être supérieure ou équivalente à 10 000 habitants et la majorité de ses bâtiments doit se situer sur des terrains plus petits que 1 850 mètres carrés. Une communauté n'est pas forcément incorporée au statut de ville même si elles possèdent toutes les caractéristiques nécessaires. Les communautés urbanisées de Fort McMurray et Sherwood Park sont des hameaux reconnus comme équivalents des villes, mais restent cependant incorporées. Neuf villes ont également un statut de ville mais sont incorporés.

## Colombie-Britannique
En Colombie-Britannique, une communauté peut atteindre le statut de ville seulement si elle atteint le nombre de 5 000 habitants. Une fois incorporée, une ville ne perd pas son statut même si sa population décline ; par exemple, Greenwood, autrefois incorporée, ne possède qu'une population de 625 habitants.
| Ville           | Population (2006) | Superficie (km2) | Localisation         | Notes                                                                                         |
| --------------- | ----------------- | ---------------- | -------------------- | --------------------------------------------------------------------------------------------- |
| Abbotsford      | 123 864           | 359,36           | 49,05472, −122,32806 |                                                                                               |
| Armstrong       | 4 241             | 5,24             | 50,4417, −119,18333  |                                                                                               |
| Burnaby         | 202 799           | 89,12            | 49,24278, −122,96611 | Fait partie du District régional du Grand Vancouver                                           |
| Campbell River  | 29 572            | 143,48           | 50,02444, −125,2475  |                                                                                               |
| Castlegar       | 7 259             | 19,8             | 49,325, −117,66472   |                                                                                               |
| Chilliwack      | 69 217            | 260,19           | 49,15778, −121,95083 |                                                                                               |
| Cloverdale      | 49 122            | 144              | 49,11556, −122,7125  |                                                                                               |
| Colwood         | 14 687            | 17,76            | 48,42361, −123,49139 |                                                                                               |
| Coquitlam       | 114 565           | 121,69           | 49,28333, −122,7917  | Fait partie du District régional du Grand Vancouver                                           |
| Courtenay       | 21 940            | 26,68            | 49,68778, −124,9944  |                                                                                               |
| Cranbrook       | 18 267            | 25,14            | 49,5111, −115,76722  |                                                                                               |
| Dawson Creek    | 10 994            | 22,32            | 55,76056, −120,23556 |                                                                                               |
| Duncan          | 4 986             | 2,05             | 48,77861, −123,70778 |                                                                                               |
| Enderby         | 2 828             | 4,23             | 50,55083, −119,13972 |                                                                                               |
| Fernie          | 4 217             | 16,05            |                      |                                                                                               |
| Fort St. John   | 17 402            | 22,74            | 56,2525, −120,84639  |                                                                                               |
| Grand Forks     | 4 036             | 10,44            | 49,03333, −118,44    |                                                                                               |
| Greenwood       | 625               | 2,52             | 49,09111, −118,67694 | Plus petite ville de Colombie-Britannique et du Canada                                        |
| Kamloops        | 80 376            | 297,3            | 50,67611, −120,34056 |                                                                                               |
| Kelowna         | 106 707           | 211,69           | 49,88806, −119,49528 |                                                                                               |
| Kimberley       | 6 139             | 58,31            | 49,66972, −115,9775  |                                                                                               |
| Kitimat         | 8 987             | 242,63           | 54,0417, −128,675    |                                                                                               |
| Langford        | 22 459            | 39,55            | 48,44861, −123,51306 |                                                                                               |
| Langley         | 23 606            | 10,22            | 49,10417, −122,6575  | Fait partie du District régional du Grand Vancouver                                           |
| Merritt         | 6 998             | 24,94            | 50,11194, −120,78667 |                                                                                               |
| Mission         | 34 505            | 225,78           | 49,15194, −122,29556 |                                                                                               |
| Nanaimo         | 78 692            | 89,3             | 49,16472, −123,93333 |                                                                                               |
| Nelson          | 9 258             | 11,72            | 49,5, −117,28333     |                                                                                               |
| New Westminster | 58 549            | 15,41            | 49,20694, −122,9111  | Fait partie du District régional du Grand Vancouver                                           |
| North Vancouver | 45 165            | 11,85            | 49,31667, −123,06667 | Fait partie du District régional du Grand Vancouver                                           |
| Parksville      | 10 993            | 14,6             | 49,3125, −124,31667  |                                                                                               |
| Penticton       | 31 909            | 42,02            | 49,49111, −119,58861 |                                                                                               |
| Pitt Meadows    | 15 623            | 85,38            | 49,22083, −122,68333 |                                                                                               |
| Port Alberni    | 17 548            | 19,92            | 49,23389, −124,805   |                                                                                               |
| Port Coquitlam  | 52 687            | 28,85            | 49,26222, −122,78222 | Fait partie du District régional du Grand Vancouver                                           |
| Port Moody      | 27 512            | 25,62            | 49,275, −122,85      | Fait partie du District régional du Grand Vancouver                                           |
| Powell River    | 12 957            | 29,77            | 49,83528, −124,52472 |                                                                                               |
| Prince George   | 70 981            | 316              | 53,91333, −122,75028 |                                                                                               |
| Prince Rupert   | 12 815            | 54,9             | 54,31222, −130,32694 |                                                                                               |
| Quesnel         | 9 326             | 35,34            | 52,97833, −122,4925  |                                                                                               |
| Revelstoke      | 7 230             | 31,9             | 51,01, −118,21417    |                                                                                               |
| Richmond        | 174 461           | 128,76           | 49,16667, −123,13333 | Fait partie du District régional du Grand Vancouver                                           |
| Rossland        | 3 278             | 57,97            | 49,07667, −117,79861 |                                                                                               |
| Salmon Arm      | 16 012            | 155,36           | 50,70222, −119,2722  |                                                                                               |
| Surrey          | 394 976           | 317,19           | 49,1875, −122,85     | Fait partie du District régional du Grand Vancouver                                           |
| Terrace         | 11 320            | 41,52            | 54,51639, −128,59972 |                                                                                               |
| Trail           | 7 237             | 34,78            | 49,095, −117,71      |                                                                                               |
| Vancouver       | 578 041           | 114,71           | 49,25, −123,1        | Plus grande ville de Colombie-Britannique Fait partie du District régional du Grand Vancouver |
| Vernon          | 35 944            | 94,2             | 50,26694, −119,27194 |                                                                                               |
| Victoria        | 78 057            | 19,68            | 48,4222, −123,36556  | Capitale de la Colombie-Britannique                                                           |
| White Rock      | 18 755            | 5,16             | 49,03333, −122,81667 | Fait partie du District régional du Grand Vancouver                                           |
| Williams Lake   | 10 744            | 33,11            | 52,1417, −122,1417   |                                                                                               |

## Île-du-Prince-Édouard
- Charlottetown - plus grande ville et capitale provinciale 36 094 hab 46° 14′ 52″ N, 63° 07′ 13″ O
- Summerside 14 829 hab 46° 23′ 35″ N, 63° 47′ 25″ O
- Stratford 9 706 hab
- Cornwall 5 348 hab
- Montague 1 961 hab
- Alberton 1 145 hab
- Kensington 1 619 hab
- Souris 1 053 hab
- Georgetown 555 hab

## Manitoba

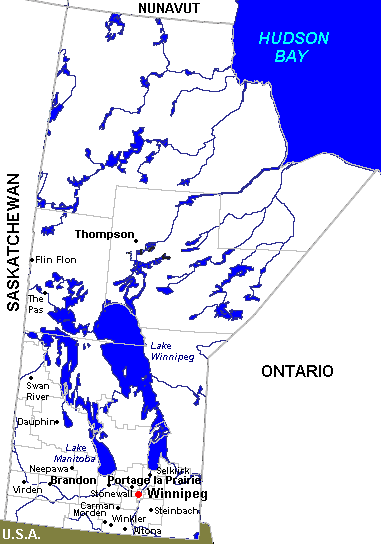
Ville et métropoles du Manitoba.

| Ville              | Population (2016) | Superficie (km2) | Localisation                  | Notes                                                                                           |
| ------------------ | ----------------- | ---------------- | ----------------------------- | ----------------------------------------------------------------------------------------------- |
| Brandon            | 48 859            | 465,16           | 49° 50′ 36″ N, 99° 57′ 02″ O  |                                                                                                 |
| Dauphin            | 8 457             | 12,65            | 51° 09′ 00″ N, 100° 02′ 59″ O |                                                                                                 |
| Flin Flon          | 5 185             | 11,55            | 54° 46′ 07″ N, 101° 52′ 38″ O | Plus petite ville localisée au Manitoba Portion de la ville également localisée en Saskatchewan |
| Portage la Prairie | 13 304            | 24,67            | 49° 58′ 22″ N, 98° 17′ 26″ O  |                                                                                                 |
| Selkirk            | 10 278            | 24,87            | 50° 08′ 33″ N, 96° 52′ 15″ O  |                                                                                                 |
| Steinbach          | 15 829            | 25,57            | 49° 31′ 32″ N, 96° 41′ 05″ O  |                                                                                                 |
| Thompson           | 13 678            | 17,18            | 55° 44′ 47″ N, 97° 51′ 00″ O  |                                                                                                 |
| Winkler            | 12 660            | 17,02            | 49° 10′ 48″ N, 97° 56′ 18″ O  |                                                                                                 |
| Winnipeg           | 727 500           | 464,01           | 49° 54′ 00″ N, 97° 08′ 20″ O  | Capitale du Manitoba Plus grande ville de Manitoba                                              |

## Nouveau-Brunswick

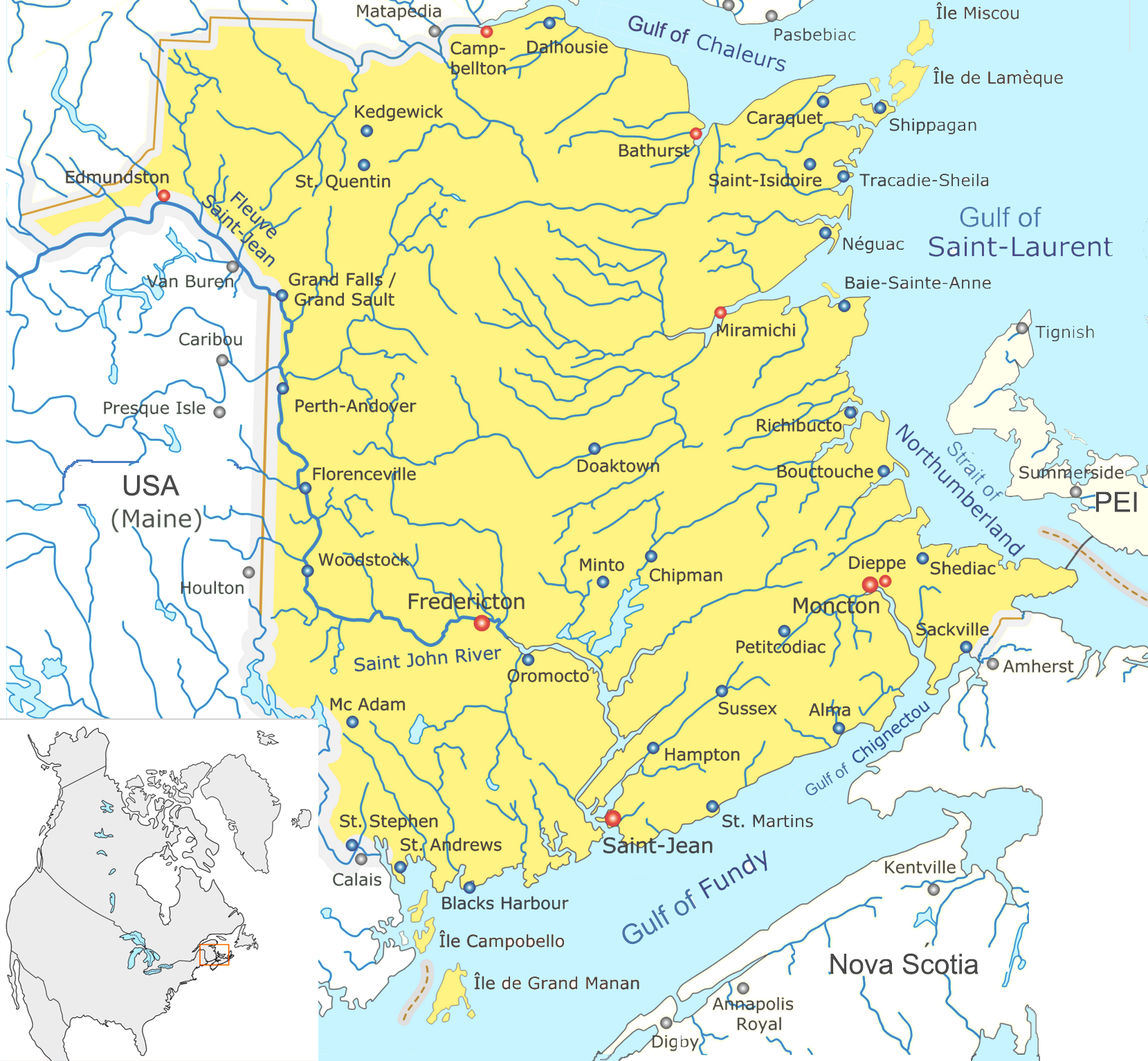
Ville et métropoles du Nouveau-Brunswick

| Ville       | Population (2006) | Superficie (km2) | Localisation                 | Notes                                              |
| ----------- | ----------------- | ---------------- | ---------------------------- | -------------------------------------------------- |
| Bathurst    | 12 714            | 133.6            | 47° 37′ 05″ N, 65° 39′ 04″ O |                                                    |
| Campbellton | 7 384             | 395,7            | 48° 00′ 27″ N, 66° 40′ 22″ O | Plus petite ville du Nouveau-Brunswick             |
| Dieppe      | 18 565            | 430,8            | 46° 05′ 40″ N, 64° 44′ 54″ O | Fait partie de la Région métropolitaine de Moncton |
| Edmundston  | 16 643            | 149,8            | 47° 21′ 47″ N, 68° 19′ 34″ O |                                                    |
| Elsipogtog  | 1 995             | 17,72            | 46° 35′ 48″ N, 64° 58′ 50″ O |                                                    |
| Fredericton | 50 535            | 427,0            | 45° 57′ 49″ N, 66° 38′ 35″ O | Capitale du Nouveau-Brunswick                      |
| Miramichi   | 18 129            | 99,0             | 47° 01′ 53″ N, 65° 28′ 05″ O |                                                    |
| Moncton     | 64 128            | 489,3            | 46° 05′ 17″ N, 64° 46′ 38″ O | Fait partie du District régional de Moncton        |
| Saint-Jean  | 68 043            | 221,8            | 45° 16′ 24″ N, 66° 03′ 53″ O | Plus grande ville du Nouveau-Brunswick             |

## Nouvelle-Écosse

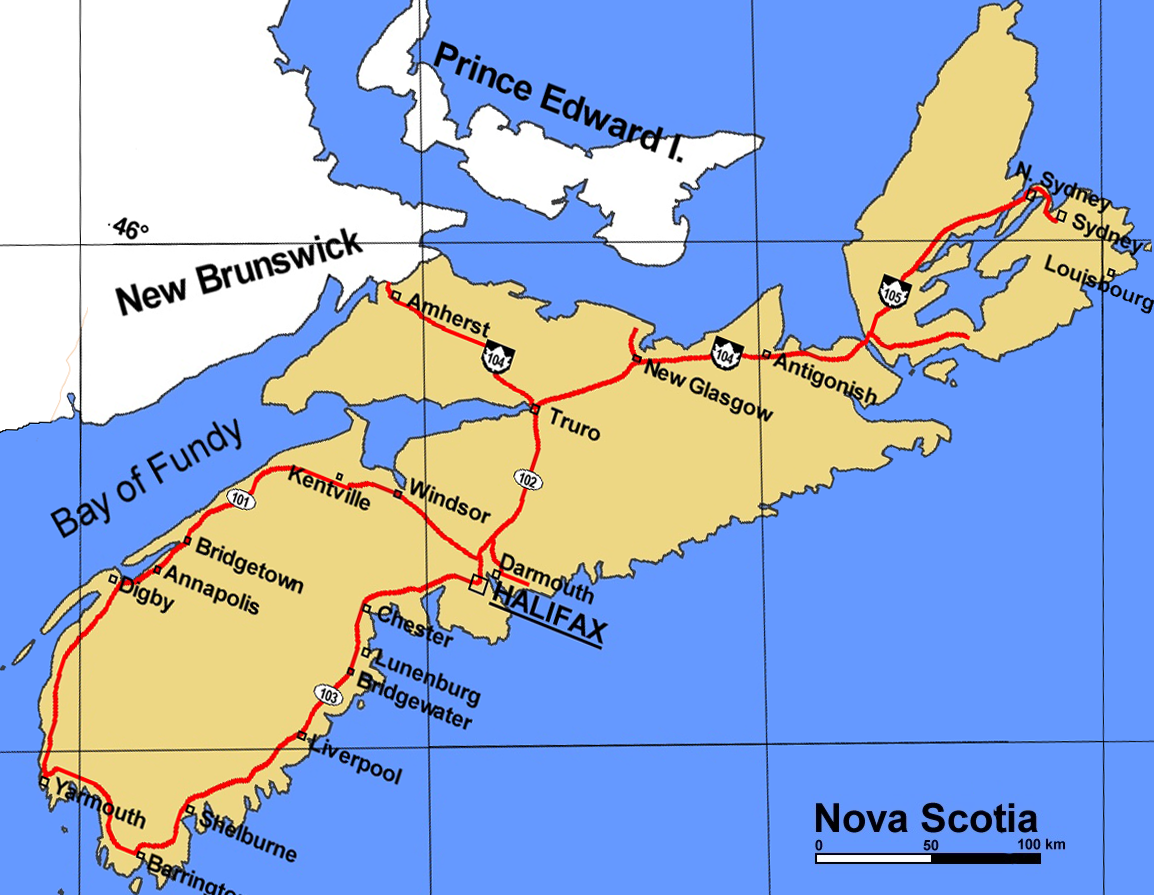
Cités et villes de la Nouvelle-Écosse.

La Nouvelle-Écosse ne possède plus aucune ville incorporée, car elles sont regroupées en municipalités régionales depuis les années 1990.
- Halifax - capitale provinciale et aire urbaine 44° 38′ 56″ N, 63° 34′ 31″ O
- Sydney - ancienne ville incorporée, et fait partie de la municipalité régionale du Cap-Breton 46° 08′ 11″ N, 60° 11′ 44″ O
- Dartmouth - ancienne seconde plus grande ville de Nouvelle-Écosse, désormais partie intégrante de la municipalité régionale d'Halifax44° 39′ 50″ N, 63° 34′ 05″ O

## Nunavut
Comme pour les deux autres territoires canadiens, la seule ville incorporée du Nunavut est sa capitale, Iqaluit.
- Iqaluit - capitale territoriale 63° 42′ 40″ N, 68° 19′ 39″ O

## Ontario
En Ontario, le statut de ville est donné par le gouvernement provincial, généralement depuis la demande faite par les municipalités incorporées. Une municipalité peut gagner le statut de ville seulement si sa population est égale ou supérieure à 10 000. Ce statut n'est pas « automatiquement » distribué si le nombre est atteint, mais doit être demandé par la municipalité en question et accepté par le Ministère des Affaires municipales et du Logement. Il existe certaines municipalités ayant atteint ce nombre mais qui n'ont pas demandé à être incorporées (par exemple, Markham, Ajax et Oakville, qui, dans le recensement de 2006, avaient atteint le nombre de 262 000, 93 000, et 166 000 respectivement, mais sont toujours désignées en tant que ville). Lorsqu'une ville est désignée, cependant, sa municipalité ne perd pas son statut même si la population décline à 10 000 (par exemple, Dryden.)
Le statut de ville est également désigné dans les comtés ruraux.
| Ville                   | Division                           | Population (2006) | Localisation        | Notes                                                                                        |
| ----------------------- | ---------------------------------- | ----------------- | ------------------- | -------------------------------------------------------------------------------------------- |
| Barrie                  | Comté de Simcoe                    | 128 430           | 44,39047, −79,68564 |                                                                                              |
| Belleville              | Comté de Hastings                  | 48 821            | 44,16276, −77,38319 |                                                                                              |
| Brampton                | Municipalité régionale de Peel     | 433 806           | 43,68529, −79,75988 | Fait partie du Grand Toronto                                                                 |
| Brant                   | Comté de Brant                     | 34 415            | 43,15267, −80,17157 |                                                                                              |
| Brantford               | Comté de Brant                     | 90 192            | 43,14194, −80,26221 |                                                                                              |
| Brockville              | Leeds et Grenville                 | 21 957            | 44,59024, −75,68258 |                                                                                              |
| Burlington              | Municipalité régionale d'Halton    | 164 415           | 43,3257, −79,79885  | Fait partie du Grand Toronto                                                                 |
| Cambridge               | Municipalité régionale de Waterloo | 120 371           | 43,36145, −80,31461 |                                                                                              |
| Chatham-Kent            | municipalité à palier unique       | 108 177           |                     |                                                                                              |
| Clarence-Rockland       | Prescott et Russell                | 20 790            | 45,55125, −75,28913 | Fait partie de la Région de la capitale nationale                                            |
| Cornwall                | Stormont, Dundas et Glengarry      | 45 965            | 45,02094, −74,73068 |                                                                                              |
| Dryden                  | District de Kenora                 | 8 195             | 49,78008, −92,8367  | Plus petite ville localisée en Ontario                                                       |
| Elliot Lake             | District d'Algoma                  | 11 549            | 46,38599, −82,651   |                                                                                              |
| Grand Sudbury           | municipalité à palier unique       | 157 857           | 46,48989, −80,98979 | Ville canadienne comptant le plus de lacs                                                    |
| Guelph                  | Comté de Wellington                | 114 943           | 43,5435, −80,24826  |                                                                                              |
| Comté d'Haldimand       | municipalité à palier unique       | 45 212            |                     |                                                                                              |
| Hamilton                | municipalité à palier unique       | 504 559           | 43,25515, −79,87327 | Fait partie de Golden Horseshoe                                                              |
| Kawartha Lakes          | municipalité à palier unique       | 74 561            |                     |                                                                                              |
| Kenora                  | District de Kenora                 | 15 177            | 49,76747, −94,49049 |                                                                                              |
| Kingston                | Comté de Frontenac                 | 117 207           | 44,22993, −76,48042 |                                                                                              |
| Kitchener               | Municipalité régionale de Waterloo | 204 668           | 43,45179, −80,49249 |                                                                                              |
| London                  | Comté de Middlesex                 | 352 395           | 42,98809, −81,24609 |                                                                                              |
| Mississauga             | Municipalité régionale de Peel     | 781 395           | 43,58881, −79,64436 | Fait partie du Grand Toronto                                                                 |
| Niagara Falls           | Municipalité régionale de Niagara  | 82 184            | 43,10602, −79,06384 | Fait partie de Golden Horseshoe                                                              |
| Comté de Norfolk        | municipalité à palier unique       | 60 847            |                     |                                                                                              |
| North Bay               | District de Nipissing              | 53 966            | 46,30913, −79,46072 |                                                                                              |
| Orillia                 | Comté de Simcoe                    | 30 259            | 44,60917, −79,42111 |                                                                                              |
| Oshawa                  | Municipalité régionale de Durham   | 141 590           | 43,89622, −78,86561 | Fait partie du Grand Toronto                                                                 |
| Ottawa                  | municipalité à palier unique       | 812 129           | 45,44001, −75,6946  | Capitale du Canada                                                                           |
| Owen Sound              | Comté de Grey                      | 21 753            | 44,56424, −80,9428  |                                                                                              |
| Pembroke                | Comté de Renfrew                   | 13 930            | 45,82702, −77,11162 |                                                                                              |
| Peterborough            | Comté de Peterborough              | 74 898            | 44,30898, −78,31982 |                                                                                              |
| Pickering               | Municipalité régionale de Durham   | 87 838            | 43,83798, −79,08371 | Fait partie du Grand Toronto                                                                 |
| Comté du Prince-Édouard | municipalité à palier unique       | 25 496            |                     |                                                                                              |
| Port Colborne           | Municipalité régionale de Niagara  | 18 599            | 42,88646, −79,25104 | Fait partie de Golden Horseshoe                                                              |
| Quinte West             | Comté de Hastings                  | 42 697            |                     |                                                                                              |
| Sarnia                  | Comté de Lambton                   | 71 419            | 42,975, −82,40682   |                                                                                              |
| Sault Ste. Marie        | District d'Algoma                  | 74 948            | 46,50663, −84,33337 |                                                                                              |
| St. Catharines          | Niagara                            | 131 989           | 43,15928, −79,24696 | Fait partie de Golden Horseshoe                                                              |
| St. Thomas              | Comté d'Elgin                      | 36 110            | 42,77922, −81,1927  |                                                                                              |
| Stratford               | Comté de Perth                     | 30 461            | 43,36999, −80,9822  |                                                                                              |
| Temiskaming Shores      | District de Timiskaming            | 10 442            |                     |                                                                                              |
| Thorold                 | Municipalité régionale de Niagara  | 18 224            | 43,10808, −79,21494 | Fait partie de Golden Horseshoe                                                              |
| Thunder Bay             | District de Thunder                | 109 140           | 48,38177, −89,24602 |                                                                                              |
| Timmins                 | District de Cochrane               | 42 997            | 48,4764, −81,32891  |                                                                                              |
| Toronto                 | municipalité à palier unique       | 2 503 281         | 43,65353, −79,3839  | Capitale de l'Ontario Plus grande ville en Ontario et du Canada Fait partie du Grand Toronto |
| Vaughan                 | Municipalité régionale d'York      | 238 866           | 43,81099, −79,45012 | Fait partie du Grand Toronto                                                                 |
| Waterloo                | Municipalité régionale de Waterloo | 97 475            | 43,46342, −80,52009 |                                                                                              |
| Welland                 | Municipalité régionale de Niagara  | 50 331            | 42,99328, −79,23915 | Fait partie de Golden Horseshoe                                                              |
| Windsor                 | municipalité à palier unique       | 216 473           | 42,31745, −83,03518 |                                                                                              |
| Woodstock               | Comté d'Oxford                     | 35 480            | 43,12979, −80,75668 |                                                                                              |

## Québec
Au Québec, les lois québécoises distinguent parmi les municipalités, certaines ayant le statut de ville. Les municipalités au Québec qui ont un statut de ville sont listées ci-dessous. 
Notons aussi que Montréal a obtenu le statut spécial de Métropole du Québec, le 21 septembre 2017. 
Le statut de métropole renforce la capacité de Montréal à intervenir sur le plan économique à l’échelle de son territoire. Également, ce statut donne le droit de préemption pour l’acquisition d’immeubles à des fins municipales ; la pleine autonomie pour créer des sociétés de développement commercial et au pouvoir de fixer les heures d’exploitation des permis de vente de boissons alcooliques et les périodes légales d’admission dans les commerces. Ainsi que d'autres avancés en matière d'immigration, de patrimoine et d'habitation. 
| Ville                                  | Division                   | Population (2006) | Localisation                               |
| -------------------------------------- | -------------------------- | ----------------- | ------------------------------------------ |
| Acton Vale                             | Acton                      | 7 797             | Montérégie                                 |
| Alma                                   | Lac-Saint-Jean-Est         | 29 998            | Saguenay–Lac-Saint-Jean                    |
| Amos                                   | Abitibi                    | 12 584            | Abitibi-Témiscamingue                      |
| Amqui                                  | La Matapédia               | 6 261             | Bas-Saint-Laurent                          |
| L'Ancienne-Lorette                     | Agglomération de Québec    | 16 516            | Capitale-Nationale                         |
| L'Assomption                           | L'Assomption               | 16 738            | Laurentides                                |
| Baie-Comeau                            | Manicouagan                | 22 554            | Côte-Nord                                  |
| Baie-d'Urfé                            | Île de Montréal            | 3 902             | Montréal                                   |
| Baie-Saint-Paul                        | Charlevoix                 | 7 288             | Capitale-Nationale                         |
| Barkmere                               | Les Laurentides            | 87                | Laurentides                                |
| Beaconsfield                           | Île de Montréal            | 19 194            | Montréal                                   |
| Beauceville                            | Beauce-Centre              | 6 226             | Chaudière-Appalaches                       |
| Beauharnois                            | Beauharnois-Salaberry      | 11 918            | Montérégie                                 |
| Beaupré                                | La Côte-de-Beaupré         | 3 006             | Capitale-Nationale                         |
| Bécancour                              | Bécancour                  | 11 134            | Montérégie                                 |
| Bedford                                | Brome-Missisquoi           | 2 612             | Estrie                                     |
| Belleterre                             | Témiscamingue              | 350               | Abitibi-Témiscamingue                      |
| Belœil                                 | La Vallée-du-Richelieu     | 18 927            | Montérégie                                 |
| Berthierville                          | D'Autray                   | 4 007             | Lanaudière                                 |
| Blainville                             | Thérèse-De Blainville      | 46 493            | Montérégie                                 |
| Bois-des-Filion                        | Thérèse-De Blainville      | 8 383             | Lanaudière                                 |
| Boisbriand                             | Thérèse-De Blainville      | 26 483            | Lanaudière                                 |
| Bonaventure                            | Bonaventure                | 2 673             | Gaspésie                                   |
| Boucherville                           | Agglomération de Longueuil | 39 062            | Montérégie                                 |
| Lac-Brome                              | Brome-Missisquoi           | 5 629             | Estrie                                     |
| Bromont                                | La Haute-Yamaska           | 6 549             | Estrie                                     |
| Brossard                               | Agglomération de Longueuil | 71 154            | Montérégie                                 |
| Brownsburg-Chatham                     | Argenteuil                 | 6 664             | Laurentides                                |
| Cabano                                 | Témiscouata                | 3 199             | Bas-Saint-Laurent                          |
| Candiac                                | Roussillon                 | 15 947            | Montérégie                                 |
| Cap-Chat                               | La Haute-Gaspésie          | 2 777             | Gaspésie–Îles-de-la-Madeleine              |
| Cap-Santé                              | Portneuf                   | 2 666             | Capitale-Nationale                         |
| Carignan                               | La Vallée-du-Richelieu     | 7 426             | Montérégie                                 |
| Carleton-sur-Mer                       | Avignon                    | 4 077             | Gaspésie–Îles-de-la-Madeleine              |
| Causapscal                             | La Matapédia               | 2 556             | Bas-Saint-Laurent                          |
| Chambly                                | La Vallée-du-Richelieu     | 22 608            | Montérégie                                 |
| Chandler                               | Le Rocher-Percé            | 7 914             | Gaspésie–Îles-de-la-Madeleine              |
| Chapais                                | Nord-du-Québec             | 1 630             | Nord-du-Québec                             |
| Charlemagne                            | L'Assomption               | 5 594             | Lanaudière                                 |
| Châteauguay                            | Roussillon                 | 42 786            | Montérégie                                 |
| Château-Richer                         | La Côte-de-Beaupré         | 3 563             | Capitale-Nationale                         |
| Chibougamau                            | Nord-du-Québec             | 7 563             | Nord-du-Québec                             |
| Clermont                               | Charlevoix-Est             | 3 041             | Capitale-Nationale                         |
| Coaticook                              | Coaticook                  | 9 204             | Estrie                                     |
| Contrecœur                             | Lajemmerais                | 5 678             | Centre-du-Québec                           |
| Cookshire-Eaton                        | Le Haut-Saint-François     | 5 004             | Estrie                                     |
| Côte-Saint-Luc                         | Île de Montréal            | 31 395            | Montréal                                   |
| Cowansville                            | Brome-Missisquoi           | 12 182            | Estrie                                     |
| Danville                               | Les Sources                | 4 041             | Centre-du-Québec                           |
| Daveluyville                           | Arthabaska                 | 1 005             | Centre-du-Québec                           |
| Dégelis                                | Témiscouata                | 3 209             | Bas-Saint-Laurent                          |
| Delson                                 | Roussillon                 | 7 322             | Montérégie                                 |
| Desbiens                               | Lac-Saint-Jean-Est         | 1 074             | Saguenay–Lac-Saint-Jean                    |
| Deux-Montagnes                         | Deux-Montagnes             | 17 402            | Laurentides                                |
| Disraeli                               | Les Appalaches             | 2 570             | Chaudière-Appalaches                       |
| Dolbeau-Mistassini                     | Maria-Chapdelaine          | 14 546            | Lac-Saint-Jean                             |
| Dollard-des-Ormeaux                    | Île de Montréal            | 48 930            | Montréal                                   |
| Donnacona                              | Portneuf                   | 5 564             | Capitale-Nationale                         |
| Dorval                                 | Île de Montréal            | 18 088            | Montréal                                   |
| Drummondville                          | Drummond                   | 67 392            | Centre-du-Québec                           |
| Dunham                                 | Brome-Missisquoi           | 3 396             | Estrie                                     |
| Duparquet                              | Abitibi-Ouest              | 650               | Abitibi-Témiscamingue                      |
| East Angus                             | Le Haut-Saint-François     | 3 357             | Estrie                                     |
| L'Épiphanie                            | L'Assomption               | 4 606             | Lanaudière                                 |
| Estérel                                | Les Pays-d'en-Haut         | 256               | Capitale-Nationale                         |
| Farnham                                | Brome-Missisquoi           | 7 809             | Estrie                                     |
| Fermont                                | Caniapiscau                | 2 633             | Côte-Nord                                  |
| Forestville                            | La Haute-Côte-Nord         | 3 543             | Côte-Nord                                  |
| Fossambault-sur-le-Lac                 | La Jacques-Cartier         | 1 532             | Capitale-Nationale                         |
| Gaspé                                  | La Côte-de-Gaspé           | 14 819            | Gaspésie                                   |
| Gatineau                               | Gatineau                   | 242 124           | Outaouais                                  |
| Gracefield                             | La Vallée-de-la-Gatineau   | 2 439             | Outaouais                                  |
| Granby                                 | La Haute-Yamaska           | 47 637            | Estrie                                     |
| Grande-Rivière                         | Le Rocher-Percé            | 3 409             | Gaspésie–Îles-de-la-Madeleine              |
| Hampstead                              | Île de Montréal            | 6 996             | Montréal                                   |
| Hudson                                 | Vaudreuil-Soulanges        | 5 088             | Montérégie                                 |
| Huntingdon                             | Le Haut-Saint-Laurent      | 2 587             | Montérégie                                 |
| L'Île-Cadieux                          | Vaudreuil-Soulanges        | 128               | Montérégie                                 |
| L'Île-Dorval                           | Île de Montréal            | 5                 | Montréal                                   |
| L'Île-Perrot                           | Vaudreuil-Soulanges        | 9 927             | Montréal                                   |
| Joliette                               | Joliette                   | 19 045            | Lanaudière                                 |
| Kingsey Falls                          | Arthabaska                 | 2 086             | Estrie                                     |
| Kirkland                               | Île de Montréal            | 20 491            | Agglomération de Montréal                  |
| Lac-Delage                             | La Jacques-Cartier         | 530               | Capitale-Nationale                         |
| Lac-Mégantic                           | Le Granit                  | 5 967             | Estrie                                     |
| Lac-Saint-Joseph                       | La Jacques-Cartier         | 266               | Capitale-Nationale                         |
| Lac-Sergent                            | Portneuf                   | 423               | Capitale-Nationale                         |
| Lachute                                | Argenteuil                 | 11 832            | Laurentides                                |
| Laval                                  | Laval                      | 427 682           | Montréal                                   |
| Lavaltrie                              | D'Autray                   | 12 112            | Lanaudière                                 |
| Lebel-sur-Quévillon                    | Nord-du-Québec             | 2 729             | Nord-du-Québec                             |
| Léry                                   | Roussillon                 | 2 385             | Montérégie                                 |
| Lévis                                  | Lévis                      | 130 006           | Chaudière-Appalaches                       |
| Longueuil                              | Longueuil                  | 229 330           | Montérégie                                 |
| Lorraine                               | Thérèse-De Blainville      | 9 613             | Laurentides                                |
| Louiseville                            | Maskinongé                 | 7 433             | Mauricie                                   |
| Macamic                                | Abitibi-Ouest              | 2 726             | Abitibi-Témiscamingue                      |
| Magog                                  | Memphrémagog               | 23 880            | Estrie                                     |
| Malartic                               | La Vallée-de-l'Or          | 3 640             | Abitibi-Témiscamingue                      |
| La Malbaie                             | Charlevoix-Est             | 8 959             | Capitale-Nationale                         |
| Maniwaki                               | La Vallée-de-la-Gatineau   | 4 102             | Outaouais                                  |
| Marieville                             | Rouville                   | 7 904             | Montérégie                                 |
| Mascouche                              | Les Moulins                | 34 626            | Lanaudière                                 |
| Matagami                               | Nord-du-Québec             | 1 555             | Nord-du-Québec                             |
| Matane                                 | Matane                     | 14 742            | Bas-St-Laurent                             |
| Mercier                                | Roussillon                 | 10 121            | Montérégie                                 |
| Métabetchouan–Lac-à-la-Croix           | Lac-Saint-Jean-Est         | 4 084             | Saguenay–Lac-Saint-Jean                    |
| Métis-sur-Mer                          | La Mitis                   | 604               | Gaspésie–Îles-de-la-Madeleine              |
| Mirabel (Québec)                       | Mirabel                    | 34 626            | Laurentides                                |
| Mont-Joli                              | La Mitis                   | 6 568             | Bas-Saint-Laurent                          |
| Mont-Laurier                           | Antoine-Labelle            | 14 116            | Outaouais                                  |
| Mont-Saint-Hilaire                     | La Vallée-du-Richelieu     | 15 720            | Montérégie                                 |
| Mont-Tremblant                         | Les Laurentides            | 8 892             | Laurentides                                |
| Montmagny                              | Montmagny                  | 11 724            | Bas-Saint-Laurent                          |
| Montréal                               | Île de Montréal            | 1 984 751         | Montréal                                   |
| Montréal-Est                           | Île de Montréal            | 3 822             | Montréal                                   |
| Montréal-Ouest                         | Île de Montréal            | 5 184             | Montréal                                   |
| Mont-Royal                             | Île de Montréal            | 18 933            | Montréal                                   |
| Murdochville                           | La Côte-de-Gaspé           | 812               | Gaspésie–Îles-de-la-Madeleine              |
| Neuville                               | Portneuf                   | 3 638             | Capitale-Nationale                         |
| New Richmond                           | Bonaventure                | 3 748             | Gaspésie–Îles-de-la-Madeleine              |
| Nicolet                                | Nicolet-Yamaska            | 7 827             | Centre-du-Québec                           |
| Normandin                              | Maria-Chapdelaine          | 3 220             | Saguenay–Lac-Saint-Jean                    |
| Notre-Dame-de-l'Île-Perrot             | Vaudreuil-Soulanges        | 9 885             | Montérégie                                 |
| Notre-Dame-des-Prairies                | Joliette                   | 8 230             | Lanaudière                                 |
| Notre-Dame-du-Lac                      | Témiscouata                | 2 060             | Bas-Saint-Laurent                          |
| Otterburn Park                         | La Vallée-du-Richelieu     | 8 464             | Montérégie                                 |
| Paspébiac                              | Bonaventure                | 3 159             | Gaspésie–Îles-de-la-Madeleine              |
| Percé                                  | Le Rocher-Percé            | 3 419             | Gaspésie–Îles-de-la-Madeleine              |
| Pincourt                               | Vaudreuil-Soulanges        | 11 197            | Montérégie                                 |
| Plessisville                           | L'Érable                   | 6 677             | Centre-du-Québec                           |
| La Pocatière                           | Kamouraska                 | 4 575             | Bas-Saint-Laurent                          |
| Pohénégamook                           | Témiscouata                | 2 940             | Bas-Saint-Laurent                          |
| Pointe-Claire                          | Île de Montréal            | 30 161            | Montréal                                   |
| Pont-Rouge                             | Portneuf                   | 7 518             | Capitale-Nationale                         |
| Port-Cartier                           | Sept-Rivières              | 6 758             | Côte-Nord                                  |
| Portneuf                               | Portneuf                   | 3 086             | Capitale-Nationale                         |
| La Prairie                             | Roussillon                 | 21 763            | Montérégie                                 |
| Princeville                            | L'Érable                   | 5 571             | Centre-du-Québec                           |
| Prévost                                | La Rivière-du-Nord         | 10 132            | Laurentides                                |
| Québec                                 | Québec                     | 659 545           | Capitale-Nationale                         |
| Repentigny                             | L'Assomption               | 76 237            | Lanaudière                                 |
| Richelieu                              | Rouville                   | 5 208             | Montérégie                                 |
| Richmond                               | Le Val-Saint-François      | 3 336             | Estrie                                     |
| Rimouski                               | Rimouski-Neigette          | 42 240            | Bas-Saint-Laurent                          |
| Rivière-du-Loup                        | Rivière-du-Loup            | 18 586            | Bas-Saint-Laurent                          |
| Rivière-Rouge                          | Antoine-Labelle            | 4 152             | Laurentides                                |
| Roberval                               | Le Domaine-du-Roy          | 10 544            | Saguenay–Lac-Saint-Jean                    |
| Rosemère                               | Thérèse-De Blainville      | 14 173            | Laurentides                                |
| Rouyn-Noranda                          | Rouyn-Noranda              | 39 924            | Abitibi-Témiscamingue                      |
| Saguenay                               | Le Saguenay-et-son-Fjord   | 143 692           | Saguenay–Lac-Saint-Jean                    |
| Sainte-Adèle                           | Les Pays-d'en-Haut         | 10 634            | Laurentides                                |
| Sainte-Agathe-des-Monts                | Les Laurentides            | 9 679             | Laurentides                                |
| Sainte-Anne-de-Beaupré                 | La Côte-de-Beaupré         | 2 803             | Capitale-Nationale                         |
| Sainte-Anne-de-Bellevue                | Île de Montréal            | 5 197             | Montréal                                   |
| Sainte-Anne-des-Monts                  | La Haute-Gaspésie          | 6 772             | Gaspésie–Îles-de-la-Madeleine              |
| Sainte-Anne-des-Plaines                | Thérèse-De Blainville      | 13 001            | Laurentides                                |
| Saint-Augustin-de-Desmaures            | Québec                     | 17 281            | Capitale-Nationale                         |
| Saint-Basile                           | Portneuf                   | 2 560             | Capitale-Nationale                         |
| Saint-Basile-le-Grand                  | La Vallée-du-Richelieu     | 15 605            | Montérégie                                 |
| Saint-Bruno-de-Montarville             | Longueuil                  | 24 388            | Montérégie                                 |
| Sainte-Catherine                       | Roussillon                 | 16 211            | Montérégie                                 |
| Sainte-Catherine-de-la-Jacques-Cartier | La Jacques-Cartier         | 5 021             | Capitale-Nationale                         |
| Saint-Césaire                          | Rouville                   | 5 151             | Montérégie                                 |
| Saint-Constant                         | Roussillon                 | 23 957            | Montérégie                                 |
| Saint-Eustache                         | Deux-Montagnes             | 42 062            | Laurentides                                |
| Saint-Félicien                         | Le Domaine-du-Roy          | 10 477            | Saguenay–Lac-Saint-Jean                    |
| Saint-Gabriel                          | D'Autray                   | 2 828             | Lanaudière                                 |
| Saint-Georges                          | Beauce-Sartigan            | 30 113            | Chaudière-Appalaches                       |
| Saint-Hyacinthe                        | Les Maskoutains            | 55 823            | Montérégie                                 |
| Saint-Jean-sur-Richelieu               | Le Haut-Richelieu          | 87 492            | Montérégie                                 |
| Saint-Jérôme                           | La Rivière-du-Nord         | 63 729            | Laurentides                                |
| Saint-Joseph-de-Beauce                 | Beauce-Centre              | 4 454             | Chaudière-Appalaches                       |
| Saint-Joseph-de-Sorel                  | Pierre-De Saurel           | 1 686             | Montérégie                                 |
| Sainte-Julie                           | Lajemmerais                | 29 019            | Montérégie                                 |
| Saint-Lambert                          | Longueuil                  | 21 599            | Montérégie                                 |
| Saint-Lazare                           | Vaudreuil-Soulanges        | 17 016            | Montérégie                                 |
| Saint-Lin-Laurentides                  | Montcalm                   | 14 159            | Laurentides                                |
| Saint-Marc-des-Carrières               | Portneuf                   | 2 774             | Capitale-Nationale                         |
| Sainte-Marguerite-du-Lac-Masson        | Les Pays-d'en-Haut         | 2 498             | Laurentides                                |
| Sainte-Marie                           | La Nouvelle-Beauce         | 11 584            | Chaudière-Appalaches                       |
| Sainte-Marthe-sur-le-Lac               | Deux-Montagnes             | 11 311            | Laurentides                                |
| Saint-Ours                             | Pierre-De Saurel           | 1 700             | Montérégie                                 |
| Saint-Pamphile                         | L'Islet                    | 2 704             | Chaudière-Appalaches                       |
| Saint-Pascal                           | Kamouraska                 | 3 504             | Bas-Saint-Laurent                          |
| Saint-Pie                              | Les Maskoutains            | 5 109             | Montérégie                                 |
| Saint-Raymond                          | Portneuf                   | 9 273             | Capitale-Nationale                         |
| Saint-Rémi                             | Les Jardins-de-Napierville | 6 136             | Montérégie                                 |
| Saint-Sauveur                          | Les Pays-d'en-Haut         | 9 191             | Laurentides                                |
| Sainte-Thérèse                         | Thérèse-De Blainville      | 25 224            | Laurentides                                |
| Saint-Tite                             | Mékinac                    | 3 826             | Mauricie                                   |
| Salaberry-de-Valleyfield               | Beauharnois-Salaberry      | 42 410            | Montérégie                                 |
| La Sarre                               | Abitibi-Ouest              | 7 336             | Abitibi-Témiscamingue                      |
| Schefferville                          | Caniapiscau                | 202               | Nord-du-Québec                             |
| Scotstown                              | Le Haut-Saint-François     | 588               | Estrie                                     |
| Senneterre                             | La Vallée-de-l'Or          | 2 993             | Abitibi-Témiscamingue                      |
| Sept-Îles                              | Sept-Rivières              | 27 827            | Côte-Nord                                  |
| Shawinigan                             | Shawinigan                 | 51 904            | Mauricie                                   |
| Sherbrooke                             | Sherbrooke                 | 186 952           | Estrie                                     |
| Sorel-Tracy                            | Pierre-De Saurel           | 34 076            | Montérégie                                 |
| Stanstead                              | Memphrémagog               | 2 957             | Estrie                                     |
| Sutton                                 | Brome-Missisquoi           | 3 805             | Estrie                                     |
| Témiscaming                            | Témiscamingue              | 2 697             | Abitibi-Témiscamingue                      |
| Terrebonne                             | Les Moulins                | 121 212           | Lanaudière                                 |
| Thetford Mines                         | Les Appalaches             | 25 704            | Chaudière-Appalaches                       |
| Thurso                                 | Papineau                   | 2 818             | Outaouais                                  |
| Trois-Pistoles                         | Les Basques                | 3 500             | Bas-Saint-Laurent                          |
| Trois-Rivières                         | Francheville               | 134 413           | Mauricie-centre-de-la-Colombie-Britannique |
| La Tuque                               | La Tuque                   | 11 821            | Mauricie                                   |
| Val-d'Or                               | La Vallée-de-l'Or          | 32 491            | Abitibi-Témiscamingue                      |
| Val-des-Sources                        | Les Sources                | 6 819             | Centre-du-Québec                           |
| Valcourt                               | Le Val-Saint-François      | 2 349             | Estrie                                     |
| Varennes                               | Lajemmerais                | 21 257            | Montérégie                                 |
| Vaudreuil-Dorion                       | Vaudreuil-Soulanges        | 32 784            | Montérégie                                 |
| Victoriaville                          | Arthabaska                 | 47 233            | Centre-du-Québec                           |
| Ville-Marie                            | Témiscamingue              | 2 696             | Abitibi-Témiscamingue                      |
| Warwick                                | Arthabaska                 | 4 635             | Centre-du-Québec                           |
| Waterloo                               | La Haute-Yamaska           | 4 410             | Estrie                                     |
| Waterville                             | Coaticook                  | 2 213             | Estrie                                     |
| Westmount                              | Île de Montréal            | 20 312            | Agglomération de Montréal                  |
| Windsor                                | Le Val-Saint-François      | 5 419             | Estrie                                     |

## Saskatchewan
En Saskatchewan, les villes doivent avoir une population égale ou supérieure à 5 000 habitants et autres critères pour obtenir un statut de ville, malgré le fait qu'au début du XXe siècle, certaines villes telles que Saskatoon ou Regina ont obtenu leur statut en dépit de leur petite population.
| Ville            | Division | Population 2006 | Localisation                  | Notes                                                               |
| ---------------- | -------- | --------------- | ----------------------------- | ------------------------------------------------------------------- |
| Estevan          |          | 11 054          | 49° 08′ 22″ N, 102° 59′ 36″ O |                                                                     |
| Flin Flon        |          | 5 185           | 54° 45′ 28″ N, 101° 52′ 15″ O | Portion de la ville localisée au Manitoba                           |
| Humboldt         |          | 5 765           | 52° 12′ 04″ N, 105° 07′ 24″ O |                                                                     |
| Lloydminster     |          | 27 804          | 53° 17′ 03″ N, 110° 00′ 11″ O | Portion de la ville localisée en Alberta                            |
| Martensville     |          | 6 000           | 52° 17′ 23″ N, 106° 40′ 00″ O |                                                                     |
| Meadow Lake      |          | 4 771           | 54° 08′ 00″ N, 108° 31′ 00″ O |                                                                     |
| Melfort          |          | 6 000           | 52° 51′ 39″ N, 104° 36′ 51″ O |                                                                     |
| Melville         |          | 4 149           | 50° 55′ 46″ N, 102° 48′ 17″ O | Plus petite ville de Saskatchewan                                   |
| Moose Jaw        |          | 35 689          | 50° 23′ 32″ N, 105° 32′ 06″ O |                                                                     |
| North Battleford |          | 13 888          | 52° 46′ 34″ N, 108° 17′ 52″ O |                                                                     |
| Prince Albert    |          | 34 138          | 53° 12′ 12″ N, 105° 45′ 11″ O |                                                                     |
| Regina           |          | 193 100         | 50° 26′ 53″ N, 104° 36′ 57″ O | Capitale de Saskatchewan Fait partie du District régional de Regina |
| Saskatoon        |          | 246 376         | 52° 07′ 51″ N, 106° 39′ 36″ O | Plus grande ville de Saskatchewan                                   |
| Swift Current    |          | 15 503          | 50° 17′ 05″ N, 107° 47′ 57″ O |                                                                     |
| Weyburn          |          | 10 484          | 49° 39′ 47″ N, 103° 51′ 11″ O |                                                                     |
| Yorkton          |          | 15 038          | 51° 12′ 40″ N, 102° 27′ 35″ O |                                                                     |

## Terre-Neuve-et-Labrador
| Ville        | Population (2016) | Superficie (km2) | Localisation                 | Notes                                                                            |
| ------------ | ----------------- | ---------------- | ---------------------------- | -------------------------------------------------------------------------------- |
| Corner Brook | 19 806            |                  | 48° 57′ 03″ N, 57° 56′ 59″ O | Plus petite ville de Terre-Neuve et Labrador                                     |
| Mount Pearl  | 22 957            |                  | 47° 31′ 07″ N, 52° 48′ 21″ O |                                                                                  |
| Saint-Jean   | 108 860           |                  | 47° 33′ 41″ N, 52° 42′ 46″ O | Capitale de Terre-Neuve et Labrador Plus grande ville de Terre-Neuve-et-Labrador |

## Territoires du Nord-Ouest
Comme pour les deux autres territoires canadiens, la seule ville incorporée des Territoires du Nord-Ouest est sa capitale, Yellowknife.
- Yellowknife - capitale territoriale 62° 27′ 17″ N, 114° 22′ 35″ O

## Yukon
Comme pour les deux autres territoires canadiens, la seule ville incorporée du Yukon est sa capitale, Whitehorse. Dawson City est une ville anciennement incorporée, mais lorsque les critères ont changé dès les années 1980, son statut est réduit en celui de ville à la suite de la croissance de la population. 
- Whitehorse - capitale territoriale 60° 43′ 15″ N, 135° 03′ 09″ O